# Kiszelly Gábor
Kiszelly Gábor (Budapest, 1976. február 5. –) magyar nemzetközi vízilabda-játékvezető és filmes szakember. Sportbírói pályafutása során több olimpián és világversenyen vezetett mérkőzéseket, később a filmiparban is nemzetközi sikereket ért el. Három díjra jelölték, köztük Emmy-díjra is.

## Sportbírói karrier
Kiszelly Gábor a magyar és nemzetközi vízilabda-játékvezetés ismert alakja. Több jelentős világversenyen bíráskodott:
- 2004-ben az athéni olimpia női olasz-görög vízilabdadöntőjét vezette a szlovén Boris Margetával.
- 2008-ban a pekingi olimpia női döntőjében működött közre játékvezetőként, ahol Hollandia győzött az Egyesült Államok ellen, társa az olasz Massimiliano Caputi volt.
- 186 férfi OB1 és 208 nemzetközi felnőtt és utánpótlás mérkőzést vezetett 2000-2010 között.

### Válogatott események és döntők
| Év   | Helyszín        | Esemény                       | Megjegyzés                                |
| ---- | --------------- | ----------------------------- | ----------------------------------------- |
| 2003 | Budapest        | Férfi Világliga               | 2 mérkőzés                                |
| 2003 | Ljubljana-Kranj | Európa-bajnokság              | 4 férfi és 1 női mérkőzés                 |
| 2003 | Isztambul       | Fiú Ifjúsági Európa-bajnokság | 7 mérkőzés                                |
| 2004 | Athén           | Olimpiai játékok              | 3 férfi és 2 női mérkőzés és döntő        |
| 2004 | Siracusa        | Férfi Világliga               | 2 mérkőzés                                |
| 2005 | Montreal        | Világbajnokság                | 5 férfi és 2 női mérkőzés                 |
| 2006 | Tianjin         | Női Világkupa döntő           | 3 mérkőzés és döntő                       |
| 2006 | Belgrád         | Európa-bajnokság              | 5 férfi és 1 női mérkőzés                 |
| 2007 | Melbourne       | Világbajnokság                | 5 férfi és 4 női mérkőzés                 |
| 2008 | Malaga          | Európa-bajnokság              | 4 férfi és 1 női mérkőzés                 |
| 2008 | Peking          | Olimpiai játékok              | 3 férfi mérkőzés, 3 női mérkőzés és döntő |
| 2009 | Podgorica       | Férfi Világliga döntő         | 5 mérkőzés és döntő                       |
| 2009 | Róma            | Világbajnokság                | 4 férfi és 2 női mérkőzés                 |

### Európai kupadöntők
| Év   | Helyszín  | Esemény           | Megjegyzés                          |
| ---- | --------- | ----------------- | ----------------------------------- |
| 2004 | Barcelona | LEN kupa döntő    | CN Barcelona-Vouliagmeni 11-5       |
| 2005 | Savona    | LEN kupa döntő    | RN Savona-Partizán Belgrád 7-4      |
| 2006 | Brescia   | Szuper kupa döntő | Leonessa Brescia-Jug Dubrovnik 8-12 |
| 2007 | Sibenik   | LEN kupa döntő    | Sibenik-Sintez Kazany 10-12         |
| 2008 | Sori      | Szuper kupa döntő | Pro Recco- Sturm Csehov 13-8        |
| 2009 | Rijeka    | Euroliga döntő    | Pro Recco-Primorac Kotor 7-8        |

### Magyar bajnoki és kupadöntők
| Esemény     | Megjegyzés |
| ----------- | --- |
| Magyar OB I | 186 mérkőzés: 2000-2010; 13 férfi bajnoki rájátszás döntő: 2002 [x2], 2003, 2004, 2006 [x4], 2007 [x2], 2008 [x2], 2009; 4 női bajnoki rájátszás döntő: 2007, 2008 [x2], 2009) |
| Magyar Kupa | 6 férfi döntő (2002, 2003, 2004, 2006, 2007, 2008) |

## Filmes pályafutás
A kilencvenes évek közepétől kezdett dolgozni a filmes szakmában. Pályája elején SFX technikusként működött közre, majd 2007-től kezdve a Multifilm cégcsoportot felépítve több mint 100 magyar és nemzetközi filmekben speciális effektek részlegvezetőjeként kap szerepet együttműködve többek között a Disney, Lionsgate, Sony, Skydance, HBO, Netflix film stúdiókkal, illetve magyar több filmben is többek közt Hunyadi produkcióban. Munkáját Emmy-díjra is jelölték:
- 2013-ban Emmy-jelölést kapott a The Borgias című sorozat „The Prince” című epizódjában végzett vizuális effektekért.
- 2012-ben OFTA-jelölést kapott ugyanezen sorozatban végzett munkájáért.
- 2024-ben INOCA-jelölést szerzett a Szegény párákkal című produkcióban végzett munkájáért.

### Díjak és jelölések
| Év   | Díj           | Produkció / Kategória                                                 |
| ---- | ------------- | --------------------------------------------------------------------- |
| 2013 | Emmy-jelölés  | The Borgias – Outstanding Special Visual Effects in a Supporting Role |
| 2012 | OFTA-jelölés  | The Borgias                                                           |
| 2024 | INOCA-jelölés | Szegény párák                                                         |

### Filmes közreműködések
Filmes karrierje során több mint 150 produkcióban közreműködött, köztük az alábbiakban:
- John Adams mini sorozat (2008)
- The Land of Blood and Honey (2011)
- The Rite (2011)
- The Borgias sorozat (2010–2012)
- Strike Back sorozat (2012–2017)
- Houdini mini sorozat (2014)
- Tyrant sorozat (2014–2016)
- The Last Kingdom sorozat (2015–2017)
- Emerald City sorozat (2016)
- Don’t Breathe I & II (2016, 2021)
- Atomic Blonde (2017)
- Sunset (2018)
- Colette (2018)
- The Terror sorozat (2018)
- BUÉK (2018)
- The King (2019)
- Radioactive (2019)
- Gemini Man (2019)
- Treadstone sorozat (2019)
- The Witcher sorozat (2019)
- The Alienist sorozat (2020)
- Outside the Wire (2021)
- The Survivor (2021)
- FBI: International  sorozat (2021–2025)
- The Unbearable Weight of Massive Talent (2022)
- Hellraiser (2022)
- Borderlands (2022)
- Lee (2023)
- Poor Things (2023)
- The Continental sorozat (From the World of John Wick) (2023)
- Shadow & Bones soroztat (2023)
- All the Light We Cannot See mini sorozat (2023)
- Gran Turismo (2023)
- Killer’s Game (2024)
- Alien: Romulus (2024)
- Hunyadi sorozat (2024)
- Now You See Me 3. (2025)

## Magánélete
Felesége Tóth Andrea korábbi válogatott vízilabdázó, Európa-bajnoki ezüst- és bronzérmes, valamint masters Európa-bajnok. Három gyermekük van.